# Moravia agria
Moravia agria es una variedad de uva tinta española. Con ella se ha elaborado vino varietal en la zona de Vino de la Tierra de Castilla, como su nombre indica, es de acidez alta. Según la Orden APA/1819/2007, por la que se actualiza el anexo V, clasificación de las variedades de vid, del Real Decreto 1472/2000, de 4 de agosto, que regula el potencial de producción vitícola, la moravia agria se considera variedad autorizada para la comunidad autónoma de Castilla-La Mancha. Se la llama "moravia agria" para distinguirla de la moravia dulce, también autóctona de las provincias de Albacete y Cuenca.